# TVS (Fernsehsender)
TVS (polnisch Telewizja Silesia oder Telewizja Śląska) ist ein polnischer regionaler privater Fernsehsender. TVS ist ein Konkurrenzfernsehsender von TVP3 Katowice. Seine Zielgruppe sind Oberschlesier und Einwohner der Woiwodschaft Schlesien.
Der Schwerpunkt des Programmes sind Nachrichten von Ereignissen aus der Region. Aktuelle Nachrichten sind in einem Laufband zu sehen und die Hauptnachrichtensendung heißt "Silesia Flesz". Zusätzlich zeigt TVS Sendungen über Kultur, Geschichte, Musik und Tradition Schlesiens.
TVS wird in ganz Europa digital unverschlüsselt über Satellit (Eutelsat Hot Bird 13B auf 11,488 GHz, Polarisation horizontal, SR=27500, FEC=5/6) ausgestrahlt. In HDTV wird TVS u. a. im DVB-T, Satellit oder dem digitalen Kabelfernsehen gesendet.
TVS produziert nicht nur ein Fernsehprogramm, sondern auch drei Radioprogramme (Radio Silesia, Radio Silesia Club und Radio Bercik Silesia), die über Internetstream und Radio empfangbar sind. Das Programm von Radio Silesia wird jeden Tag von 7 bis 10 Uhr live im TVS-Fernsehen aus dem Radiostudio mit Fernsehbild übertragen.
Auf TVS läuft donnerstags um 6:05 Uhr eine Sendung in polnischer und deutscher Sprache mit Untertiteln der jeweils anderen Sprache, das Schlesien Journal.